# Окара ди Канове (Верона)
Окара ди Канове је насеље у Италији у округу Верона, региону Венето.
Према процени из 2011. у насељу је живело 37 становника. Насеље се налази на надморској висини од 10 м.